# Horia Tecău
Horia Tecău (Brașov, 19 de gener de 1985) és un jugador de tennis romanès retirat, que es va especialitzar en la modalitat de dobles.
En el seu palmarès hi destaquen tres títols de Grand Slam, dos en categoria de dobles masculins junt a Jean-Julien Rojer i un més en dobles mixts amb Bethanie Mattek-Sands com a parella. També va guanyar una medalla d'argent junt a Florin Mergea en els Jocs Olímpics de Rio de Janeiro (2016). En els Jocs Olímpics de Londres (2012) fou el portador de la bandera en la cerimònia d'obertura.
En 2010 va guanyar el seu primer títol ATP de la modalitat al costat del neozelandès Marcus Daniell, a qui va conèixer un dia abans de començar la competició. Ha acumulat un total de 37 títols de dobles i un més en dobles mixts, que li van permetre arribar al segon lloc del rànquing mundial en dobles masculins l'any 2015.

## Biografia
Fill de Romeo i Dorinela, té un germà anomenat Andrei.
Va escriure un llibre infantil titulat «Viata in ritm de tenis» (Viure al ritme de tennis, en català) per tal encoratjar la mainada a perseguir els seus somnis mitjançant el treball dur. També dona suport a la fundació Fundatia Curtea Veche, centrada en la millora de l'educació infantil a través de la lectura.
El 2017 va ser guardonat amb el premi Arthur Ashe Humanitarian of the Year i serveix com a ambaixador nacional de l'UNICEF a Romania.

## Torneigs de Grand Slam

### Dobles masculins: 5 (2−3)
| Resultat  | Núm. | Any  | Torneig       | Parella           | Oponents                         | Marcador                      |
| --------- | ---- | ---- | ------------- | ----------------- | -------------------------------- | ----------------------------- |
| Finalista | 1.   | 2010 | Wimbledon     | Robert Lindstedt  | Jürgen Melzer Philipp Petzschner | 1−6, 5−7, 5−7                 |
| Finalista | 2.   | 2011 | Wimbledon (2) | Robert Lindstedt  | Bob Bryan Mike Bryan             | 3−6, 4−6, 6−7(2)              |
| Finalista | 3.   | 2012 | Wimbledon (3) | Robert Lindstedt  | Jonathan Marray Frederik Nielsen | 6−4, 4−6, 6−7(5), 7−6(5), 3−6 |
| Guanyador | 1.   | 2015 | Wimbledon     | Jean-Julien Rojer | Jamie Murray John Peers          | 7−6(5), 6−4, 6−4              |
| Guanyador | 2.   | 2017 | US Open       | Jean-Julien Rojer | Feliciano López Marc López       | 6−4, 6−3                      |

### Dobles mixts: 3 (1−2)
| Resultat  | Núm. | Any  | Torneig              | Parella               | Oponents                          | Marcador         |
| --------- | ---- | ---- | -------------------- | --------------------- | --------------------------------- | ---------------- |
| Guanyador | 1.   | 2012 | Open d'Austràlia     | Bethanie Mattek-Sands | Ielena Vesninà Leander Paes       | 6−3, 5−7, [10−3] |
| Finalista | 1.   | 2014 | Open d'Austràlia     | Sania Mirza           | Kristina Mladenovic Daniel Nestor | 3−6, 2−6         |
| Finalista | 2.   | 2016 | Open d'Austràlia (2) | CoCo Vandeweghe       | Ielena Vesninà Bruno Soares       | 4−6, 6−4, [5−10] |

## Jocs Olímpics

### Dobles masculins
| Any  | Campionat                             | Parella       | Oponents                | Resultat      |
| ---- | ------------------------------------- | ------------- | ----------------------- | ------------- |
| 2016 | Jocs Olímpics, Rio de Janeiro, Brasil | Florin Mergea | Rafael Nadal Marc López | 2−6, 6−3, 4−6 |

## Palmarès

### Dobles masculins: 62 (38−24)
| Llegenda                          |
| --------------------------------- |
| Grand Slams (2−3)                 |
| Jocs Olímpics Argent (1)          |
| ATP Finals (1−0)                  |
| ATP World Tour Masters 1000 (3−3) |
| ATP World Tour 500 (10−9)         |
| ATP World Tour 250 (22−8)         |

| Títols per superfície |
| --------------------- |
| Dura (18−14)          |
| Gespa (6−4)           |
| Terra batuda (14−6)   |

| Resultat  | Núm. | Data                   | Torneig                                    | Superfície   | Parella           | Oponents                             | Marcador                      |
| --------- | ---- | ---------------------- | ------------------------------------------ | ------------ | ----------------- | ------------------------------------ | ----------------------------- |
| Finalista | 1.   | 23 de maig de 2009     | Kitzbühel, Àustria                         | Terra batuda | Andrei Pavel      | Marcelo Melo André Sá                | 7−6(9), 2−6, [7−10]           |
| Finalista | 2.   | 19 de juliol de 2009   | Stuttgart, Alemanya                        | Terra batuda | Victor Hănescu    | František Čermák Michal Mertiňák     | 5−7, 4−6                      |
| Guanyador | 1.   | 16 de gener de 2010    | Auckland, Nova Zelanda                     | Dura         | Marcus Daniell    | Marcelo Melo Bruno Soares            | 7−5, 6−4                      |
| Guanyador | 2.   | 11 d'abril de 2010     | Casablanca, Marroc                         | Terra batuda | Robert Lindstedt  | Rohan Bopanna Aisam-ul-Haq Qureshi   | 6−2, 3−6, [10−7]              |
| Guanyador | 3.   | 19 de juny de 2010     | 's-Hertogenbosch, Països Baixos            | Gespa        | Robert Lindstedt  | Lukáš Dlouhý Leander Paes            | 1−6, 7−5, [10−7]              |
| Finalista | 3.   | 4 de juliol de 2010    | Wimbledon, Regne Unit                      | Gespa        | Robert Lindstedt  | Jürgen Melzer Philipp Petzschner     | 1−6, 5−7, 5−7                 |
| Guanyador | 4.   | 18 de juliol de 2010   | Båstad, Suècia                             | Terra batuda | Robert Lindstedt  | Andreas Seppi Simone Vagnozzi        | 6−4, 7−5                      |
| Guanyador | 5.   | 28 d'agost de 2010     | New Haven, Estats Units                    | Dura         | Robert Lindstedt  | Rohan Bopanna Aisam-ul-Haq Qureshi   | 6−4, 7−5                      |
| Finalista | 4.   | 9 de gener de 2011     | Brisbane, Austràlia                        | Dura         | Robert Lindstedt  | Lukáš Dlouhý Paul Hanley             | 4−6, retirada                 |
| Guanyador | 6.   | 6 de febrer de 2011    | Zagreb, Croàcia                            | Dura (i)     | Dick Norman       | Marcel Granollers Marc López         | 6−3, 6−4                      |
| Guanyador | 7.   | 26 de febrer de 2011   | Acapulco, Mèxic                            | Terra batuda | Victor Hănescu    | Marcelo Melo Bruno Soares            | 6−1, 6−3                      |
| Guanyador | 8.   | 10 d'abril de 2011     | Casablanca (2)                             | Terra batuda | Robert Lindstedt  | Colin Fleming Igor Zelenay           | 6−2, 6−1                      |
| Finalista | 5.   | 18 de juny de 2011     | 's-Hertogenbosch                           | Gespa        | Robert Lindstedt  | Daniele Bracciali František Čermák   | 3−6, 6−2, [8−10]              |
| Finalista | 6.   | 3 de juliol de 2011    | Wimbledon (2)                              | Gespa        | Robert Lindstedt  | Bob Bryan Mike Bryan                 | 3−6, 4−6, 6−7(3)              |
| Guanyador | 9.   | 17 de juliol de 2011   | Båstad (2)                                 | Terra batuda | Robert Lindstedt  | Simon Aspelin Andreas Siljeström     | 6−3, 6−3                      |
| Finalista | 7.   | 7 d'agost de 2011      | Washington DC, Estats Units                | Dura         | Robert Lindstedt  | Michaël Llodra Nenad Zimonjić        | 7−6(3), 6−7(6), [7−10]        |
| Finalista | 8.   | 9 d'octubre de 2011    | Pequín, Xina                               | Dura         | Robert Lindstedt  | Michaël Llodra Nenad Zimonjić        | 6−7(2), 6−7(4)                |
| Guanyador | 9.   | 19 de febrer de 2012   | Rotterdam, Països Baixos                   | Dura (i)     | Robert Lindstedt  | Michaël Llodra Nenad Zimonjić        | 6−4, 5−7, [14−16]             |
| Guanyador | 10.  | 29 d'abril de 2012     | Bucarest, Romania                          | Terra batuda | Robert Lindstedt  | Jérémy Chardy Łukasz Kubot           | 7−6(2), 6−3                   |
| Finalista | 10.  | 13 de maig de 2012     | Madrid, Espanya                            | Terra batuda | Robert Lindstedt  | Mariusz Fyrstenberg Marcin Matkowski | 3−6, 4−6                      |
| Guanyador | 11.  | 23 de juny de 2012     | 's-Hertogenbosch (2)                       | Gespa        | Robert Lindstedt  | Juan Sebastián Cabal Dmitry Tursunov | 6−3, 7−6(1)                   |
| Finalista | 11.  | 8 de juliol de 2012    | Wimbledon (3)                              | Gespa        | Robert Lindstedt  | Jonathan Marray Frederik Nielsen     | 6−4, 4−6, 6−7(5), 7−6(5), 3−6 |
| Guanyador | 12.  | 15 de juliol de 2012   | Båstad (3)                                 | Terra batuda | Robert Lindstedt  | Alexander Peya Bruno Soares          | 6−3, 7−6(5)                   |
| Guanyador | 13.  | 19 d'agost de 2012     | Cincinnati, Estats Units                   | Dura         | Robert Lindstedt  | Mahesh Bhupathi Rohan Bopanna        | 6−4, 6−4                      |
| Finalista | 12.  | 12 de gener de 2013    | Sydney, Austràlia                          | Dura         | Max Mirnyi        | Bob Bryan Mike Bryan                 | 4−6, 4−6                      |
| Finalista | 13.  | 3 de març de 2013      | Delray Beach, Estats Units                 | Dura         | Max Mirnyi        | James Blake Jack Sock                | 4−6, 4−6                      |
| Guanyador | 14.  | 28 d'abril de 2013     | Bucarest (2)                               | Terra batuda | Max Mirnyi        | Lukáš Dlouhý Oliver Marach           | 4−6, 6−4, [10−6]              |
| Guanyador | 15.  | 22 de juny de 2013     | 's-Hertogenbosch (3)                       | Gespa        | Max Mirnyi        | Andre Begemann Martin Emmrich        | 6−3, 7−6(4)                   |
| Guanyador | 16.  | 6 d'octubre de 2013    | Pequín                                     | Dura         | Max Mirnyi        | Fabio Fognini Andreas Seppi          | 6−4, 6−2                      |
| Guanyador | 17.  | 9 de febrer de 2014    | Zagreb (2)                                 | Dura (i)     | Jean-Julien Rojer | Philipp Marx Michal Mertiňák         | 3−6, 6−4, [10−2]              |
| Finalista | 14.  | 16 de febrer de 2014   | Rotterdam                                  | Dura (i)     | Jean-Julien Rojer | Michaël Llodra Nicolas Mahut         | 2−6, 6−7(4)                   |
| Guanyador | 18.  | 13 d'abril de 2014     | Casablanca (3)                             | Terra batuda | Jean-Julien Rojer | Tomasz Bednarek Lukáš Dlouhý         | 6−2, 6−2                      |
| Guanyador | 19.  | 27 d'abril de 2014     | Bucarest (3)                               | Terra batuda | Jean-Julien Rojer | Mariusz Fyrstenberg Marcin Matkowski | 6−4, 6−4                      |
| Guanyador | 20.  | 21 de juny de 2014     | 's-Hertogenbosch (4)                       | Gespa        | Jean-Julien Rojer | Scott Lipsky Santiago González       | 6−3, 7−6(3)                   |
| Guanyador | 21.  | 3 d'agost de 2014      | Washington DC                              | Dura         | Jean-Julien Rojer | Sam Groth Leander Paes               | 7−5, 6−4                      |
| Guanyador | 22.  | 28 de setembre de 2014 | Shenzhen, Xina                             | Dura         | Jean-Julien Rojer | Chris Guccione Sam Groth             | 6−4, 7−6(4)                   |
| Guanyador | 23.  | 5 d'octubre de 2014    | Pequín (2)                                 | Dura         | Jean-Julien Rojer | Julien Benneteau Vasek Pospisil      | 6−7(6), 7−5, [10−5]           |
| Guanyador | 24.  | 26 d'octubre de 2014   | València, Espanya                          | Dura (i)     | Jean-Julien Rojer | Kevin Anderson Jérémy Chardy         | 6−4, 6−2                      |
| Finalista | 15.  | 17 de gener de 2015    | Sydney (2)                                 | Dura         | Jean-Julien Rojer | Rohan Bopanna Daniel Nestor          | 4−6, 6−7(5)                   |
| Guanyador | 25.  | 15 de febrer de 2015   | Rotterdam (2)                              | Dura (i)     | Jean-Julien Rojer | Jamie Murray John Peers              | 3−6, 6−3, [10−8]              |
| Finalista | 16.  | 23 de maig de 2015     | Niça, França                               | Terra batuda | Jean-Julien Rojer | Mate Pavić Michael Venus             | 4−6, 6−7(5)                   |
| Guanyador | 26.  | 12 de juliol de 2015   | Wimbledon                                  | Gespa        | Jean-Julien Rojer | Jamie Murray John Peers              | 7−6(5), 6−4, 6−4              |
| Guanyador | 27.  | 22 de novembre de 2015 | ATP World Tour Finals, Londres, Regne Unit | Dura (i)     | Jean-Julien Rojer | Rohan Bopanna Florin Mergea          | 6−4, 6−3                      |
| Guanyador | 28.  | 25 d'abril de 2016     | Bucarest (4)                               | Terra batuda | Florin Mergea     | Chris Guccione André Sá              | 7−5, 6−4                      |
| Guanyador | 29.  | 8 de maig de 2016      | Madrid                                     | Terra batuda | Jean-Julien Rojer | Rohan Bopanna Florin Mergea          | 6−4, 6−3                      |
| Finalista | 17.  | 12 d'agost de 2016     | Jocs Olímpics, Rio de Janeiro, Brasil      | Dura         | Florin Mergea     | Marc López Rafael Nadal              | 2−6, 6−3, 4−6                 |
| Finalista | 18.  | 21 d'agost de 2016     | Cincinnati                                 | Dura         | Jean-Julien Rojer | Ivan Dodig Marcelo Melo              | 6−7(5), 7−6(5), [6−10]        |
| Guanyador | 30.  | 4 de març de 2017      | Dubai, Emirats Àrabs Units                 | Dura         | Jean-Julien Rojer | Rohan Bopanna Marcin Matkowski       | 4−6, 6−3, [10−3]              |
| Guanyador | 31.  | 27 de maig de 2017     | Ginebra, Suïssa                            | Terra batuda | Jean-Julien Rojer | Juan Sebastián Cabal Robert Farah    | 2−6, 7−6(9), [10−6]           |
| Guanyador | 32.  | 26 d'agost de 2017     | Winston-Salem, Estats Units                | Dura         | Jean-Julien Rojer | Julio Peralta Horacio Zeballos       | 6−3, 6−4                      |
| Guanyador | 33.  | 10 de setembre de 2017 | US Open, Estats Units                      | Dura         | Jean-Julien Rojer | Feliciano López Marc López           | 6−4, 6−3                      |
| Guanyador | 34.  | 3 de març de 2018      | Dubai (2)                                  | Dura         | Jean-Julien Rojer | James Cerretani Leander Paes         | 6−2, 7−6(2)                   |
| Guanyador | 35.  | 25 d'agost de 2018     | Winston-Salem (2)                          | Dura         | Jean-Julien Rojer | James Cerretani Leander Paes         | 6−4, 6−2                      |
| Finalista | 19.  | 4 de novembre de 2018  | París, França                              | Dura (i)     | Jean-Julien Rojer | Marcel Granollers Rajeev Ram         | 4−6, 4−6                      |
| Finalista | 20.  | 17 de febrer de 2019   | Rotterdam (2)                              | Dura (i)     | Jean-Julien Rojer | Jérémy Chardy Henri Kontinen         | 6−7(5), 6−7(4)                |
| Guanyador | 36.  | 12 de maig de 2019     | Madrid (2)                                 | Terra batuda | Jean-Julien Rojer | Diego Schwartzman Dominic Thiem      | 6−2, 6−3                      |
| Finalista | 21.  | 4 d'agost de 2019      | Washington DC (2)                          | Dura         | Jean-Julien Rojer | Raven Klaasen Michael Venus          | 6−3, 3−6, [2−10]              |
| Guanyador | 37.  | 27 d'octubre de 2019   | Basilea, Suïssa                            | Dura (i)     | Jean-Julien Rojer | Taylor Fritz Reilly Opelka           | 7−5, 6−3                      |
| Finalista | 22.  | 7 de març de 2021      | Rotterdam (3)                              | Dura (i)     | Kevin Krawietz    | Nikola Mektić Mate Pavić             | 6−7(7), 2−6                   |
| Finalista | 23.  | 25 d'abril de 2021     | Barcelona, Espanya                         | Terra batuda | Kevin Krawietz    | Juan Sebastián Cabal Robert Farah    | 4−6, 2−6                      |
| Guanyador | 38.  | 20 de juny de 2021     | Halle, Alemanya                            | Gespa        | Kevin Krawietz    | Félix Auger-Aliassime Hubert Hurkacz | 7−6(4), 6−4                   |
| Finalista | 24.  | 18 de juliol de 2021   | Hamburg, Alemanya                          | Terra batuda | Kevin Krawietz    | Tim Pütz Michael Venus               | 3−6, 7−6(3), [8−10]           |

### Dobles mixts: 3 (1−2)
| Resultat  | Núm. | Data                | Torneig                     | Superfície | Parella               | Oponents                          | Marcador         |
| --------- | ---- | ------------------- | --------------------------- | ---------- | --------------------- | --------------------------------- | ---------------- |
| Guanyador | 1.   | 29 de gener de 2012 | Open d'Austràlia, Austràlia | Dura       | Bethanie Mattek-Sands | Ielena Vesninà Leander Paes       | 6−3, 5−7, [10−3] |
| Finalista | 1.   | 26 de gener de 2014 | Open d'Austràlia            | Dura       | Sania Mirza           | Kristina Mladenovic Daniel Nestor | 3−6, 2−6         |
| Finalista | 2.   | 31 de gener de 2016 | Open d'Austràlia (2)        | Dura       | CoCo Vandeweghe       | Ielena Vesninà Bruno Soares       | 4−6, 6−4, [5−10] |

## Trajectòria

### Dobles masculins
| Open d'Austràlia | A   | A   | 3R          | 2R          | 1R          | SF    | 2R          | 2R          | SF          | QF    | 3R          | 2R          | 1R          | 2R          | 3R    | 0 / 13    | 22 − 13   |
| Roland Garros | A   | 2R  | 2R          | 1R          | QF          | 2R    | 2R          | 3R          | SF          | 2R    | 3R          | A           | QF          | 3R          | QF    | 0 / 13    | 24 − 13   |
| Wimbledon | A   | Q1  | 2R          | F           | F           | F     | 3R          | 3R          | G           | 1R    | 1R          | A           | QF          | NC          | 2R    | 1 / 11    | 31 − 10   |
| US Open | A   | 2R  | 2R          | 3R          | QF          | 3R    | 1R          | 3R          | QF          | 3R    | G           | 2R          | 1R          | SF          | QF    | 1 / 14    | 28 − 13   |
| Jocs Olímpics | NC  | A   | No celebrat | No celebrat | No celebrat | 1R    | No celebrat | No celebrat | No celebrat | F     | No celebrat | No celebrat | No celebrat | No celebrat | A     | 0 / 2     | 4 − 2     |
| ATP World Tour Finals | A   | A   | A           | A           | RR          | RR    | A           | RR          | G           | A     | RR          | A           | A           | A           | RR    | 1 / 6     | 8 − 12    |
| Total Victòries−Derrotes | 2−3 | 3−8 | 19−20       | 34−23       | 47−28       | 48−23 | 34−23       | 50−23       | 49−22       | 36−20 | 41−26       | 27−12       | 32−24       | 12−9        | 36−19 | 473 − 286 | 473 − 286 |
| Rànquing a final d'any | 175 | 87  | 46          | 19          | 12          | 9     | 23          | 16          | 2           | 19    | 8           | 27          | 19          | 22          | 17    |           |           |
| Llegenda: G: Guanyador; F: Finalista; SF: Semifinalista; QF: Quarts de final; Q: Qualificació; A: Absent; RR: Round Robin; NC: No celebrat; |     |     |             |             |             |       |             |             |             |       |             |             |             |             |       |           |           |

### Dobles mixts
| Open d'Austràlia | A  | SF | G  | 1R          | F           | 1R          | F  | 2R          | A           | 1R          | 1 / 8 | 17 − 7 |
| Roland Garros | 1R | 2R | 2R | 2R          | 2R          | SF          | 1R | A           | A           | A           | 0 / 7 | 7 − 7  |
| Wimbledon | 2R | A  | 1R | QF          | 2R          | QF          | 2R | A           | A           | A           | 0 / 6 | 6 − 6  |
| US Open | 1R | 1R | 1R | 1R          | 1R          | QF          | A  | SF          | A           | A           | 0 / 7 | 5 − 7  |
| Jocs Olímpics | NC | NC | A  | No celebrat | No celebrat | No celebrat | QF | No celebrat | No celebrat | No celebrat | 0 / 1 | 1 − 1  |
| Llegenda: G: Guanyador; F: Finalista; SF: Semifinalista; QF: Quarts de final; Q: Qualificació; A: Absent; RR: Round Robin; NC: No celebrat; |    |    |    |             |             |             |    |             |             |             |       |        |

## Guardons
- ATP Doubles Team of the Year (2015, junt a Jean-Julien Rojer)
- ITF Men's Doubles World Champion (2015, junt a Jean-Julien Rojer)
- Arthur Ashe Humanitarian of the Year (2017)